# 国際宗教自由法
国際宗教自由法（こくさいしゅうきょうじゆうほう、英語: The International Religious Freedom Act of 1998 ; IRFA）は、1998年に成立したアメリカ合衆国の法律である。
国際宗教の自由法、国際信教の自由法、国際的信教の自由法と日本語訳されることもある。
この法律によって、信教の自由について、担当特任大使職が新設され、また、国務省に対し年次報告書を議会に提出することが義務付けられた。